# Bank Millennium
Bank Millennium SA (d. Bank Inicjatyw Gospodarczych SA (BIG), BIG Bank Gdański (BIG BG)) – ogólnopolski bank uniwersalny z siedzibą w Warszawie, notowany na Giełdzie Papierów Wartościowych w Warszawie, działający od 1989. W 2021 r. był 7. bankiem w Polsce pod względem wartości aktywów.

## Historia

### Bank Inicjatyw Gospodarczych
Powstał z inicjatywy osób fizycznych, podmiotów prywatnych i państowywch, powiązanych z władzami komunistycznymi PRL, przez niektórych obserwatorów rynku i historyków wiązany z procesem uwłaszczenia nomenklatury. Założycielami spółki było kilkadziesiąt podmiotów: spółki z kapitałem prywatnym oraz spółki państwowe takie jak: Transakcja spółka z o.o., Państwowy Zakład Ubezpieczeń, Warta i Polska Poczta, Telegraf i Telefon (PPTiT), Fundacja Rozwoju Żeglarstwa i Wychowania Morskiego, Universal SA, Expolco Holding SA, Towarzystwo Wspierania Inicjatyw Gospodarczych, Interster sp. z o.o., oraz osoby fizyczne: Andrzej Olechowski – ówczesny dyrektor w Narodowym Banku Polskim, Anatol Adamski (były prezes PZU SA), Dariusz Przywieczerski (prezes Universalu), Stanisław Tołwiński (prezes Intersteru), Wiktor Pitus (prezes Transakcji), Andrzej Cichy (Prezes PPTiT), Janusz Staniszewski (prezes Warty), Bogusław Kott (prezes BIG) oraz Aleksander Borowicz (podsekretarz stanu w Urzędzie Rady Ministrów). Ówczesny prezes NBP Władysław Baka był sceptyczny wobec przyznania bankowi licencji na działalność ze względu na konflikt interesów wynikający z podwójnej roli jego właścicieli, którzy byli jednocześnie szefami państwowych spółek inwestujących w powstający podmiot prywatny. Pierwszym prezesem zarządu został Bogusław Kott.
W latach 1989–1994 środki zaangażowane w przez poszczególne podmioty wyniosły (dane z czasopisma CASH w starych złotych):
1. PZU SA oraz PZU Życie SA: 400 mld,
2. Polska Poczta, Telegraf i Telefon (następnie TP SA oraz Poczta Polska): 200 mld,
3. Żegluga Polska wraz z podmiotami zależnymi: 200 mld,
4. Bank Gdański SA: 110 mld,
5. TUiR Polisa SA: 100 mld.

Wśród zyskownych operacji w pierwszym okresie istnienia banku wymienić można otwarcie w nim rachunku przez Fundusz Obsługi Zadłużenia Zagranicznego (FOZZ). Obok FOZZ znaczne sumy w banku lokowało PZU. BIG powiązany był ze spółką Universal SA. Udzielił on Universalowi kredytu w wysokości 300 mld starych zł, co stanowiło wówczas 87,1% kapitału własnego spółki. Następnie w 1990 Universal nabył znaczną część udziałów banku od spółki Transakcja.
W 1991 bank rozpoczął działalność w zakresie wydawnictwa kart płatniczych i procesowania transakcji kartowych. Wspólnie z biurem turystycznym Orbis założył spółkę Polcard, której zadaniem była budowa i rozwój infrastruktury do akceptacji kart. BIG jako pierwszy w Polsce rozpoczął dystrybucję kart płatniczych – karty kredytowej wydawanej w systemie VISA – karty Visa Classic dla klientów instytucjonalnych. Wydawał także wspólnie ze swoją spółką zależną karty w lokalnym polskim standardzie Polcard. W tym samym roku bank powołał spółkę leasingową BEL Leasing Ltd.
W 1992 stał się pierwszym w Polsce bankiem notowanym na Giełdzie Papierów Wartościowych w Warszawie.
W 1993 przejął Łódzki Bank Rozwoju SA i zmienił jego nazwę na BIG Bank S.A. W 1995 nabył od Skarbu Państwa 24% akcji Banku Gdańskiego zarezerwowanych początkowo dla inwestora zagranicznego, zaś w 1997 kolejne 31% akcji tegoż banku, w międzyczasie dokupując kilka procent akcji na giełdzie. Proces fuzji obu podmiotów był przedmiotem wielu kontrowersji, jednak organy nadzorcze nad rynkiem bankowym oraz prokturatura nie postawiły nikomu zarzutów.
W 1996 był jednym ze współzałożycieli spółki Polkomtel, właściciela marki Plus GSM, posiadając 0,5% akcji.
W 1997 nastąpiła fuzja z Bankiem Gdańskim, w wyniku której powstał BIG Bank Gdański. W tym samym roku bank pozyskał inwestora zagranicznego, portugalski Banco Comercial Português.

### BIG Bank Gdański
W 1997 akcjonariat banku był rozdrobniony, obejmował m.in. BRE Bank, PZU SA, Raiffeisen, Banco Comercial Portugues, Eureko i Deutsche Bank.
W 1998 bank rozpoczął we współpracy z Banco Comercial Portugues budowę sieci placówek detalicznych pod marką Millennium.
W 1999 uruchomił Otwarty Fundusz Emerytalny {ego}. W tym samym roku nabył wspólnie z Eureko BV 30% akcji PZU SA. Wcześniej w tym samym roku doszło do próby wrogiego przejęcia banku przez Deutsche Bank. Była ona przygotowana w porozumieniu z ówczesnym prezesem PZU Grzegorzem Wieczerzakiem. Sprzedaż BIG Banku Gdańskiego kapitałowi niemieckiemu miała osłabić wpływy środowisk związanych z dawną PZPR w sektorze bankowym. Po odwołaniu Bogusława Kotta z funkcji prezesa BIG Banku Gdańskiego sprzedaż jego akcji Deutsche Bankowi zablokowano w radzie nadzorczej PZU przy wsparciu m.in. Marka Belki, ówczesnego doradcy prezydenta RP i członka rady nadzorczej BIG BG. W wyniku tych interwencji przywrócono na stanowisko prezesa Bogusława Kotta, a swoje dotychczasowe udziały w BIG Banku Gdańskim Deutsche Bank sprzedał po kilku miesiącach Banco Comercial Portugues. Tym samym w 2000 portugalski bank stał się inwestorem strategicznym banku.
Proces fuzji prawnej i operacyjnej BIG i Banku Gdańskiego rozpoczęty w 1997 trwał do 2002, kiedy nastąpiło połączenie obu instytucji w jedną spółkę oraz zakończył się proces unifikacji systemów informatycznych obu banków. Połączony bank realizował obsługę dużych klientów instytucjonalnych i korporacyjnych pod swoją nazwą prawną, natomiast marka handlowa Millennium była wykorzystywana do obsługi klientów indywidualnych (Millennium i Millennium Prestige) i segmentu małych i średnich przedsiębiorstw (Millennium Biznes).
W 2002 bank podjął decyzję o wycofaniu z rynku otwartych funduszy emerytalnych poprzez sprzedaż powszechne towarzystwo emerytalne {ego} na rzecz BRE Banku.

### Bank Millennium
W wyniku decyzji podjętej przez władze banku w tym samym roku, BIG Bank Gdański zmienił nazwę na Bank Millennium w 2003. Głównym akcjonariuszem został portugalski Banco Comercial Português (BCP). Obecnie BCP posiada 50,1% akcji Banku Millennium (stan na koniec 2021).
W 2013 Bogusław Kott zrezygnował z piastowania funkcji prezesa zarządu banku i został przewodniczącym rady nadzorczej. Zastąpił go Joao Bras Jorge.
31 maja 2019 roku Bank Millennium S.A. przejął Euro Bank w wyniku nabycia ok. 99,79% akcji, które kupił od Société Générale. 10 września 2019 r. Komisja Nadzoru Finansowego udzieliła zezwolenia na połączenie banków. 1 października 2019 r., nastąpiła fuzja prawna i Bank Millennium oraz Euro Bank stały się jednym bankiem, a 11 listopada 2019 r. nastąpiła fuzja operacyjna obydwu banków.

## Działalność

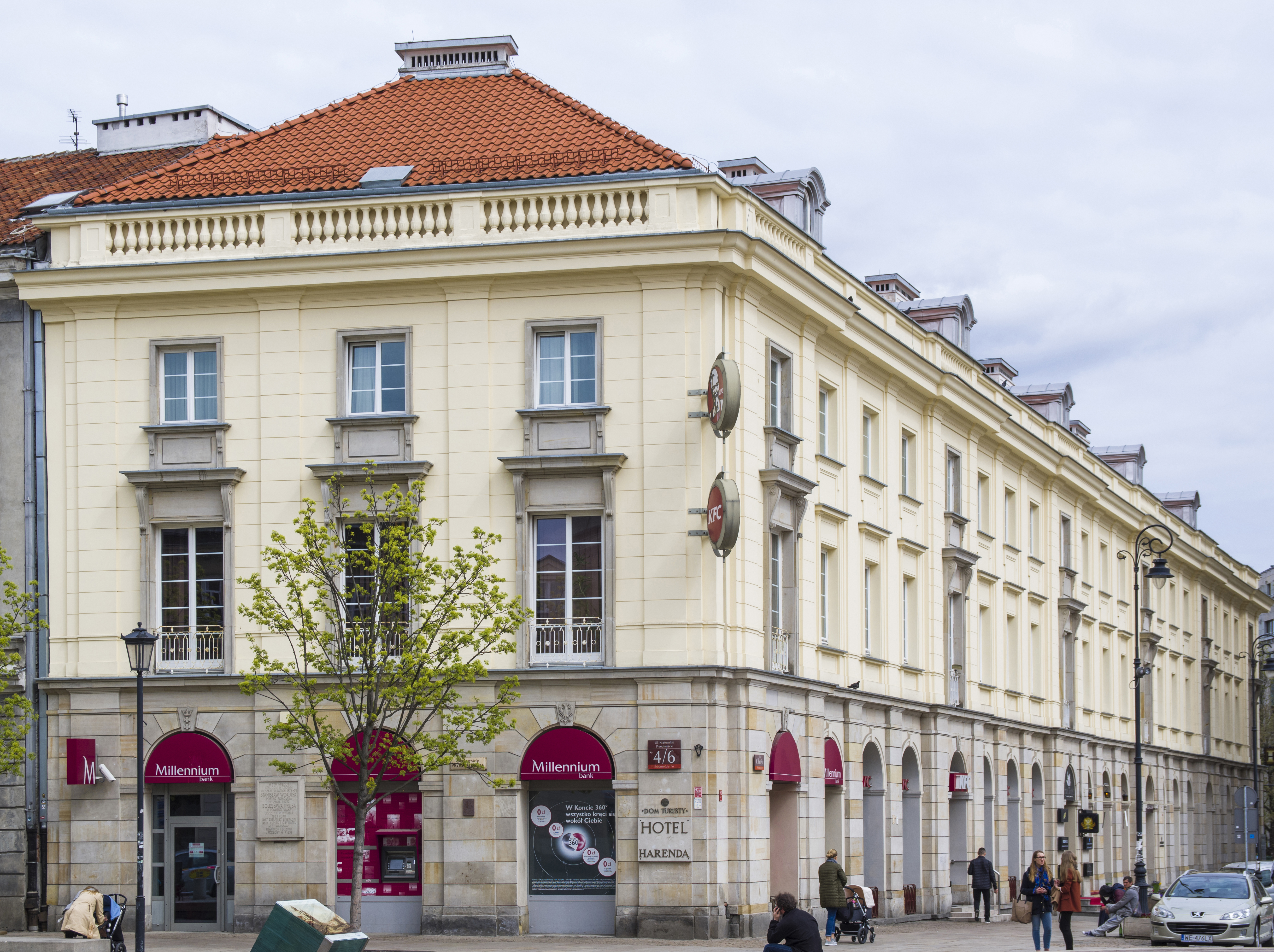
Oddział Banku Millennium w Warszawie, Krakowskie Przedmieście 4/6

Bank obsługuje klientów poprzez ogólnopolską sieć placówek, bankowość internetową, telefoniczną i mobilną. Posiada ofertę dla klientów indywidualnych, osób prowadzących działalność gospodarczą, a także małych, średnich i dużych firm.
Bank posiadał w roku 2020 ponad 2,6 miliona aktywnych Klientów indywidualnych. Bank w swojej strategii rozwoju stawia na nowoczesne kanały obsługi. Liczba klientów aktywnie korzystających z bankowości elektronicznej przekroczyła w 2020 roku 2 miliony, a z aplikacji mobilnej i mobilnego Millenetu 1,7 mln (+18% r/r).
Spółka akcyjna notowana od 1992 roku na Giełdzie Papierów Wartościowych w Warszawie. Akcje Banku uczestniczą w notowaniach indeksów WIG30 i Respect Index na GPW. Od czerwca 2017 roku akcje Banku weszły w skład w skład FTSE4Good Emerging Index skupiającego spółki które wyróżniają się w działaniach z zakresu ochrony środowiska, odpowiedzialności społecznej i ładu korporacyjnego.
Strategicznym inwestorem Banku Millennium jest portugalski Banco Comercial Português. Obecnie w posiadaniu Banco Comercial Português znajduje się 50,1% akcji.

## Usługi elektroniczne

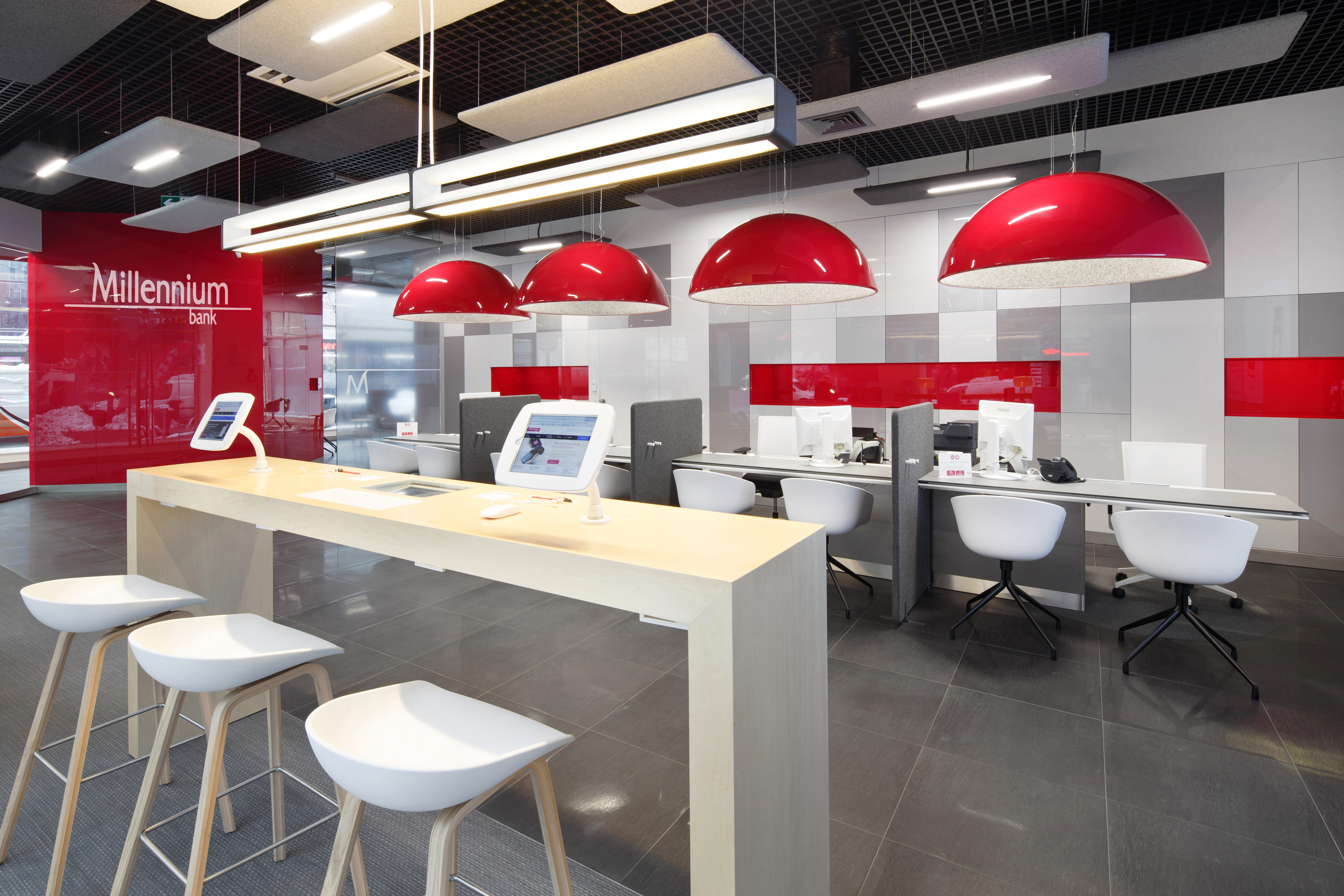
Centrum Finansowe Banku Millennium w Katowicach, ul. Stawowa 13

Bank Millennium oferuje swoim klientom zintegrowaną platformę bankowości internetowej (Millenet), bankowości mobilnej, bankowości telefonicznej (TeleMillennium) i obsługi w placówkach. Ponadto, bank oferuje poniższe usługi cyfrowe:
- transakcyjny chatbot Milla – umożliwiający m.in. zlecenie przelewu (również BLIK), przeszukiwanie historii, doładowanie karty prepaid i telefonu. Milla wykorzystuje mechanizmy NLU (rozpoznawanie intencji i parametrów), moduły głosowe ASR (zamiana mowy na tekst, dzięki czemu można do niej mówić) oraz TTS (zamiana tekstu na mowę, dzięki czemu Milla potrafi odpowiadać głosowo).
- autoryzacja mobilna, czyli nowy – sposób zatwierdzania operacji realizowanych w serwisie bankowości internetowej. Dzięki niemu operacje można potwierdzać w aplikacji mobilnej Banku bez potrzeby przepisywania haseł SMS.
- BLIK – wprowadzenie wpłat BLIKiem w bankomatach, możliwość płatności BLIKiem za zakupy online (PayByLink) oraz wprowadzenie nowej opcji sprawdzenia, kto na liście kontaktów korzysta z przelewów BLIK na telefon.
- aktualizacja danych z dowodu osobistego w systemie transakcyjnym Millenet i aplikacji mobilnej – w prostym, dwuetapowym procesie klienci mogą zmienić online numer dowodu osobistego, datę jego wydania i wygaśnięcia oraz zaktualizować adres.
- Konto 360º Junior otwierane w Millenecie – rodzice, by otworzyć rachunek dla dziecka powyżej 13 roku życia mogą to zrobić w serwisie bankowości internetowej. Proces odbywa się w pełni online, a dziecko może od razu korzystać z konta i płacić zbliżeniowo telefonem dzięki możliwości stokenizowania karty przed jej fizycznym dostarczeniem.
- split payment – w ramach usługi mechanizmu podzielonej płatności Bank otworzył dla każdej firmy dodatkowy rachunek VAT i udostępnił, również online, nowy rodzaj przelewu bankowego – przelew płatności podzielonej/przelew.
- kanał transakcyjny SWIFTNet – pozwala klientom przesyłać do banków pliki z płatnościami za pośrednictwem rozwiązania SWIFT FileAct. Płatności – przelewy krajowe, wewnętrzne i zagraniczne – wysłane w sieci SWIFT, po odebraniu przez Bank są od razu kierowane do realizacji.
- MillenetLink – moduł bezpośredniej komunikacji między systemami ERP firm a bankowością elektroniczną, który automatyzuje wysyłkę transakcji i pobieranie informacji bankowych. Usługa pozwala na znaczne obniżenie kosztów codziennych operacji bankowych.

Za pośrednictwem cyfrowych kanałów w 2020 r. realizowana była przeważająca część przelewów bankowych, założono 91% lokat terminowych, odnotowano również rekordowe wzrosty w płatnościach BLIK w stosunku do 2019 r.: 90% wzrost wszystkich dokonanych transakcji oraz 91% wzrost płatności e-commerce. W 2020 wartość pożyczek gotówkowych udzielonych przy wykorzystaniu kanałów elektronicznych stanowiła ok. 59% wszystkich udzielonych pożyczek.

## Aktywność społeczna, CSR i Fundacja Banku Millennium
We współpracy z instytucjami pozarządowymi i społecznymi, Bank Millennium realizuje programy wspierające rozwój kultury oraz edukację młodzieży. Bank prowadzi działalność sponsoringową głównie w odniesieniu do wspierania wydarzeń kulturalnych. Działalność ta stanowi od lat najważniejszą część działań społecznych Banku Millennium. Bank jest sponsorem tytularnym Millennium Against Gravity Film Festival. Działania, założonej w 1990 roku Fundacji Banku Millennium związane są z aktywnością z zakresu społecznej odpowiedzialności biznesu (CSR) Banku oraz chęcią stworzenia uniwersalnej platformy aktywności społecznej pracowników Grupy Banku Millennium. W 2017 roku Bank Millennium został uznany przez międzynarodowy magazyn branży finansowej „Euromoney” za Najlepszy Bank w Europie Środkowo-Wschodniej w kategorii Biznes społecznie odpowiedzialny.

## Grupa Banku Millennium
Do grupy Banku Millennium należą:
- Millennium Leasing (działalność leasingowa)
- Millennium Dom Maklerski (działalność brokerska)
- Millennium Towarzystwo Funduszy Inwestycyjnych (fundusze inwestycyjne)
- Millennium Goodie
- Millennium Bank Hipoteczny
- Fundacja Banku Millennium

## Władze Banku
Zarząd
- Joao Bras Jorge – prezes zarządu
- Fernando Bicho – wiceprezes zarządu
- Wojciech Haase – członek
- Andrzej Gliński – członek
- António Pinto Júnior – członek
- Wojciech Rybak – członek
- Jarosław Hermann – członek[29]

Rada Nadzorcza
- Bogusław Kott – przewodniczący
- Nuno Manuel da Silva Amado – wiceprzewodniczący
- Dariusz Rosati – wiceprzewodniczący i sekretarz rady nadzorczej
- Miguel de Campos Pereira de Bragança – członek
- Olga Grygier-Siddons – członek (niezależny)
- Anna Jakubowski – członek (niezależny)
- Grzegorz Jędrys – członek (niezależny)
- Miguel Maya Dias Pinheiro – członek
- Lingjiang Xu – członek
- Alojzy Nowak – członek (niezależny)
- Beata Stelmach – członek (niezależny)
- José Miguel Bensliman Schorcht da Silva Pessanha – członek[13]

## Bank Millennium w liczbach
Według własnych raportów, na koniec roku bilansowego 2020 podstawowe dane finansowe banku przedstawiały się następująco:
- Aktywa 97 772 mln zł
- Kapitał własny 9 091 mln zł
- Depozyty ogółem 81 510 mln zł
- Kredyty ogółem 74 088 mln zł
- Zysk netto 23 mln zł
- Zwrot na kapitale (ROE): 0,2%
- Łączny współczynnik kapitałowy (TCR) 19,5%

## Sponsoring kultury i sportu
- 1998 – sponsor retrospektywnej wystawy malarstwa Mariana Mokwy w Muzeum Narodowym w Gdańsku
- 1999 – powołanie, wspólnie z Polską Fundacją Kultury, nagrody Złote Berło i wręczenie jej Jerzemu Giedroyciowi
- 2000 – sponsorem Polskiej Reprezentacji Olimpijskiej - Sydney 2000
- 2001 – wręczenie nagrody Złote Berło Stanisławowi Lemowi
- 2002 – wręczenie nagrody Złote Berło Romanowi Polańskiemu
- 2002 – wydanie wspólnie z Polskim Radiem antologii płytowej Jazz w Polsce - Antologia 1950-2000[14]